# Liste der Bodendenkmale in Rehburg-Loccum
In der Liste der Bodendenkmale in Rehburg-Loccum sind die Bodendenkmale der niedersächsischen Gemeinde Rehburg-Loccum aufgeführt. Die Quelle ist der Denkmalatlas Niedersachsen. 

Rehburg-Loccum im Landkreis Nienburg

Der Stand der Liste ist der 11. Januar 2025.

## Allgemein
In den Spalten finden sich folgende Informationen des Bodendenkmales:
Lagegeographische Koordinaten
BezeichnungBezeichnung lt. Denkmalatlas
BeschreibungBeschreibung lt. Denkmalatlas
IDObjekt-ID
BildBild, ggf. zusätzlich mit Link zu weiteren Fotos im Medienarchiv Wikimedia Commons.

## Rehburg
| Lage                        | Bezeichnung              | Beschreibung | ID       | Bild           |
| --------------------------- | ------------------------ | --- | -------- | -------------- |
| 52° 29′ 7″ N, 9° 10′ 57″ O  | Rehburg 2, Düsselburg    | Die Burg bildet ein geschlossenes Oval von ca. 150 auf 120 m. Wall und Graben sind im Süden und Osten am besten erhalten, während im Nordwesten, Norden und Nordosten Abtragungen festzustellen sind. Der Wall ist im Südwesten, Süden und Osten ca. 1,0 bis 1,8 m hoch und 9 bis 10 m breit. Der vorgelegte gleich breite Graben ist etwa 1 m tief und weist nach außen ein flache Aufschüttung auf. | 28982836 | Weitere Bilder |
| 52° 27′ 31″ N, 9° 12′ 36″ O | Rehburg 17, Stift Asbeke | Der bereits in vorgeschichtlicher Zeit während der Jungstein- und Bronzezeit begangene Geländesporn wurde 1050 vom Erzbischof Adalbert von Hamburg-Bremen (1043–1072 n. Chr.) zur Errichtung eines Stifts im Bereich der Niederlassung Asbeke genutzt. Sinn dieser Anlage war die Kontrolle der nur wenige hundert Meter weiter südlich gelegenen Steinbrüche. Die dort gebrochenen Sandsteine und den ebenfalls dort gewonnenen Kalk benötigte Adalbert zur Errichtung des Bremer Doms. Das Stift Asbeke wurde nur wenige Jahre später, spätestens aber 1072 wieder aufgegeben. Die Wüstung Asbeke bestand bis in das 14. Jh. und stand auch weiterhin mit der Sandsteinbrecherei in Verbindung. | 28984625 | Weitere Bilder |
| 52° 27′ 39″ N, 9° 11′ 9″ O  | Rehburg 64, Grabhügel    | Durchmesser ca. 14 m und Höhe ca. 0,8 m, Spuren alter Eingrabungen. | 36703928 | BW             |
| 52° 27′ 36″ N, 9° 11′ 9″ O  | Rehburg 65, Grabhügel    | Durchmesser ca. 17 m und Höhe ca. 1,1 m, durch einen Graben zu 1/3 zerstört. | 36704028 | BW             |

### Rehburg 38
- ID:40222838
- Insgesamt vier tw. durch Aufforstungsmaßnahmen gestörte Grabhügel, Dm. 12 – 25 m, H. 0,3 – 1,5 m, weisen tw. Eingrabungen im Kuppenbereich auf.

| Lage                        | Bezeichnung | Beschreibung                                                                                            | ID       | Bild |
| --------------------------- | ----------- | --- | -------- | ---- |
| 52° 27′ 55″ N, 9° 11′ 10″ O | Rehburg 38  | Durchmesser ca. 18 m und Höhe ca. 1,5 m, Spuren älterer Eingrabungen sind mittlerweile verwachsen.      | 36703724 | BW   |
| 52° 27′ 59″ N, 9° 11′ 18″ O | Rehburg 61  | Durchmesser ca. 13 m und Höhe ca. 0,6 m, annähernd rund, östlicher Bereich von Rodungsresten überzogen. | 36703783 | BW   |
| 52° 27′ 58″ N, 9° 11′ 18″ O | Rehburg 62  | Durchmesser ca. 12 m und Höhe ca. 0,4 m.                                                                | 36703847 | BW   |
| 52° 27′ 58″ N, 9° 11′ 20″ O | Rehburg 63  | Durchmesser ca. 14 m und Höhe ca. 0,7 m, annähernd rund.                                                | 36703882 | BW   |

### Rehburg 56
- ID:40655862
- Fünf erhaltene Grabhügel sind 8 – 25 m breit und 0,5 – 1,6 m hoch, tw. verlaufen Gräben auf halber Höhe um die Hügel. Im oberen Bereich ausnahmslos durch im Jahr 1903/1904 vorgenommene Eingrabungen im Rahmen von Vermessungsarbeiten gestört, tw. eingekuhlt.

| Lage                        | Bezeichnung | Beschreibung                                                                                     | ID       | Bild |
| --------------------------- | ----------- | ------------------------------------------------------------------------------------------------ | -------- | ---- |
| 52° 30′ 13″ N, 9° 15′ 5″ O  | Rehburg 56  | Durchmesser ca. 10 m und Höhe ca. 0,7 m, mit alten Eingrabung im Zentrum.                        | 36262285 | BW   |
| 52° 30′ 13″ N, 9° 15′ 7″ O  | Rehburg 57  | Durchmesser ca. 11 m und Höhe ca. 0,6 m, total durchwühlt, alter großer Kopfstich.               | 36262331 | BW   |
| 52° 30′ 12″ N, 9° 14′ 53″ O | Rehburg 58  | Durchmesser ca. 12 m und Höhe ca. 0,8 m, Kuppe stark abgeflacht. Pflugspuren deutlich erkennbar. | 36262143 | BW   |
| 52° 30′ 13″ N, 9° 14′ 39″ O | Rehburg 59  | Durchmesser ca. 21 m und Höhe ca. 1,2 m.                                                         | 36262202 | BW   |
| 52° 30′ 12″ N, 9° 14′ 37″ O | Rehburg 60  | Durchmesser ca. 19 m und Höhe ca. 1,6 m.                                                         | 36262235 | BW   |

## Loccum
| Lage                       | Bezeichnung           | Beschreibung | ID       | Bild           |
| -------------------------- | --------------------- | --- | -------- | -------------- |
| 52° 26′ 45″ N, 9° 6′ 53″ O | Loccum 5, Grabhügel   | Durchmesser ca. 17 m und Höhe ca. 1 m, annähernd rund. | 39103607 | BW             |
| 52° 26′ 35″ N, 9° 9′ 4″ O  | Loccum 10, Luccaburg  | Dm. ca. 50 m, H. ca. 3 m; die Motte ist ebenmäßig, im westlichen Teil zeichnet sich ein kleiner Vorwall ab, in etwa Dreiviertelhöhe verläuft um die Motte ein Wanderweg. Eine ausdrückliche Erwähnung der Luccaburg hat in den Schriftquellen nicht stattgefunden. Die Gründung dürfte durch die Grafen von Lucca erfolgt sein, von denen Graf Burchard 1113/19 und 1130 genannt wird. Seine Erbin Beatrice heiratete Graf Wilbrand von Hallermund. Dieser stiftete 1163 das nördlich der Burg gelegene Zisterzienserkloster Loccum. Spätestens zu diesem Zeitpunkt wird die Burg aufgegeben worden sein. 1260 erfolgte die einzige Erwähnung der Luccaburg. | 36726602 | Weitere Bilder |
| 52° 27′ 1″ N, 9° 12′ 12″ O | Loccum 48, Grabhügel  | Durchmesser ca. 13 m und Höhe ca. 1 m, an Nordseite Hügelfuß zu erkennen. | 28950616 | BW             |
| 52° 27′ 2″ N, 9° 12′ 11″ O | Loccum 49, Grabhügel  | Durchmesser ca. 15 m und Höhe ca. 1 m. | 38652369 | BW             |
| 52° 27′ 2″ N, 9° 12′ 25″ O | Loccum 62, Grabhügel  | Durchmesser ca. 18 m und Höhe ca. 1 m. Durch Grenzwall/-graben Rehburg/Loccum mittig tiefgründig gestört. | 28950712 | BW             |
| 52° 27′ 4″ N, 9° 12′ 23″ O | Loccum 63, Grabhügel  | Durchmesser ca. 15 m und Höhe ca. 1 m. Durch Grenzgraben und -wall Rehburg/Loccum im südwestlichen Hügeldrittel gestört. | 28950714 | BW             |
| 52° 27′ 2″ N, 9° 12′ 23″ O | Loccum 64, Grabhügel  | Durchmesser ca. 16 m und Höhe ca. 1,8 m. | 28950716 | BW             |
| 52° 26′ 43″ N, 9° 9′ 40″ O | Loccum 119, Grabhügel | Durchmesser ca. 19 m und Höhe ca. 1 m. Ränder teils gut abgesetzt, teils auslaufend. Kuppe leicht abgeflacht. | 49873674 | BW             |
| 52° 27′ 2″ N, 9° 11′ 59″ O | Loccum 123, Grabhügel | Durchmesser ca. 12 m und Höhe ca. 1 m. Ränder gut abgesetzt, Kuppe gewölbt. Ränder durch Fahrspuren beschädigt. | 49875330 | BW             |

### Loccum 50
- ID:38655405
- Grabhügelfeld.

| Lage                       | Bezeichnung | Beschreibung                                                                                     | ID       | Bild |
| -------------------------- | ----------- | ------------------------------------------------------------------------------------------------ | -------- | ---- |
| 52° 26′ 46″ N, 9° 9′ 48″ O | Loccum 50   | Durchmesser ca. 15 m und Höhe ca. 0,7 m, Kuppe abgeflacht. Östlicher Hügelfuß grenzt an Waldweg. | 36726842 | BW   |
| 52° 26′ 49″ N, 9° 9′ 46″ O | Loccum 51   | Durchmesser ca. 14 m und Höhe ca. 0,6 m, Kuppe abgeflacht. Südlicher Hügelfuß grenzt an Waldweg. | 36726929 | BW   |
| 52° 26′ 47″ N, 9° 9′ 47″ O | Loccum 52   | Durchmesser ca. 19 m und Höhe ca. 0,6 m, Kuppe abgeflacht. Südlicher Hügelfuß grenzt an Waldweg. | 36727061 | BW   |

### Loccum 54
- ID:38655976
- Grabhügelfeld.

| Lage                      | Bezeichnung | Beschreibung | ID       | Bild |
| ------------------------- | ----------- | --- | -------- | ---- |
| 52° 25′ 36″ N, 9° 7′ 6″ O | Loccum 55   | Durchmesser ca. 18 m und Höhe ca. 0,7 m, über die Mitte ein Waldweg. Kuppe stark abgeflacht.                         | 36728615 | BW   |
| 52° 25′ 37″ N, 9° 7′ 5″ O | Loccum 56   | Durchmesser ca. 20 m und Höhe ca. 0,8 m, Kuppe stark abgeflacht. Mehrere alte Eingrabungen deutlich zu erkennen.     | 36728708 | BW   |
| 52° 25′ 36″ N, 9° 7′ 4″ O | Loccum 57   | Durchmesser ca. 20 m und Höhe ca. 0,5 m, Kuppe stark abgeflacht, zum Teil mehrere alte Eingrabungsspuren eingetieft. | 36730071 | BW   |
| 52° 25′ 37″ N, 9° 7′ 1″ O | Loccum 58   | Durchmesser ca. 15 m und Höhe ca. 0,7 m, auf Westseite ein Waldweg.                                                  | 36730316 | BW   |

### Loccum 76
- ID:38661291
- Gruppe mit sieben Grabhügeln, mit 10 – 18 m Dm. und 0,5 – 1,0 m H.

| Lage                       | Bezeichnung | Beschreibung | ID       | Bild |
| -------------------------- | ----------- | --- | -------- | ---- |
| 52° 26′ 42″ N, 9° 5′ 56″ O | Loccum 76   | Durchmesser ca. 10 m und Höhe ca. 0,5 m, annähernd rund.                                                                     | 38661432 | BW   |
| 52° 26′ 41″ N, 9° 5′ 58″ O | Loccum 77   | Durchmesser ca. 10 m und Höhe ca. 0,7 m, annähernd rund.                                                                     | 39035244 | BW   |
| 52° 26′ 41″ N, 9° 5′ 56″ O | Loccum 78   | Durchmesser ca. 13 m und Höhe ca. 0,7 m, ehemals annähernd rund. Nur noch Südwest-sowie östlicher Randbereich erhalten.      | 39035253 | BW   |
| 52° 26′ 46″ N, 9° 6′ 1″ O  | Loccum 79   | Durchmesser ca. 13 m und Höhe ca. 0,5 m, annähernd rund, am Südost-Rand flach auslaufend.                                    | 39035261 | BW   |
| 52° 26′ 47″ N, 9° 6′ 2″ O  | Loccum 80   | Durchmesser ca. 18 m und Höhe ca. 0,9 m, annähernd rund, flache Eindellungen im Zentrum sowie am Südrand.                    | 39035270 | BW   |
| 52° 26′ 45″ N, 9° 6′ 2″ O  | Loccum 81   | Durchmesser ca. 11 m und Höhe ca. 0,6 m, annähernd rund mit abgeflachter Kuppe.                                              | 39035279 | BW   |
| 52° 26′ 44″ N, 9° 6′ 4″ O  | Loccum 82   | Durchmesser ca. 17 m und Höhe ca. 1 m, annähernd rund. Flache Kuppenmulde.                                                   | 39035287 | BW   |
| 52° 26′ 42″ N, 9° 6′ 1″ O  | Loccum 117  | Durchmesser ca. 38 m und Höhe ca. 1,3 m, kreisrund, Ränder allseitig gut abgesetzt, Kuppe abgeflacht.                        | 49873316 | BW   |
| 52° 26′ 46″ N, 9° 6′ 7″ O  | Loccum 118  | Durchmesser ca. 17 m und Höhe ca. 0,8 m, Kuppe leicht gewölbt, mit stark unregelmäßiger Oberfläche, Ränder sanft auslaufend. | 49873331 | BW   |

### Loccum 93
- ID:38667390
- Gruppe von ehemals elf Grabhügeln. Zehn Hügel mit 10 – 15 m Dm. und bis zu 1,0 m H. sind erhalten; 1936 wurden im Auftrag des Landesmuseums Hannover  vier Grabhügel archäologisch untersucht.

| Lage                       | Bezeichnung | Beschreibung                                                                                 | ID       | Bild |
| -------------------------- | ----------- | -------------------------------------------------------------------------------------------- | -------- | ---- |
| 52° 27′ 15″ N, 9° 6′ 42″ O | Loccum 93   | Durchmesser ca. 18 m und Höhe ca. 0,6 m.                                                     | 38667083 | BW   |
| 52° 27′ 14″ N, 9° 6′ 39″ O | Loccum 94   | Durchmesser ca. 10 m und Höhe ca. 0,3 m.                                                     | 38667091 | BW   |
| 52° 27′ 14″ N, 9° 6′ 37″ O | Loccum 95   | Durchmesser ca. 13 m und Höhe ca. 0,5 m, Einkuhlung im Zentrum.                              | 38667099 | BW   |
| 52° 27′ 16″ N, 9° 6′ 37″ O | Loccum 96   | Durchmesser ca. 10 m und Höhe ca. 0,7 m, annähernd rund, Kuppenmulde am Westrand angegraben. | 38667107 | BW   |
| 52° 27′ 18″ N, 9° 6′ 32″ O | Loccum 97   | Durchmesser ca. 10 m und Höhe ca. 0,6 m, in der Mitte durch Eingrabung zerstört.             | 38667115 | BW   |
| 52° 27′ 19″ N, 9° 6′ 30″ O | Loccum 99   | Durchmesser ca. 16 m und Höhe ca. 1 m, annähernd rund, abgeflachte Kuppe mit Mulde.          | 39033560 | BW   |
| 52° 27′ 18″ N, 9° 6′ 36″ O | Loccum 100  | Durchmesser ca. 18 m und Höhe ca. 1 m, annähernd rund.                                       | 39033568 | BW   |
| 52° 27′ 18″ N, 9° 6′ 39″ O | Loccum 101  | Durchmesser ca. 13 m und Höhe ca. 0,5 m, annähernd rund mit Einkuhlung im Zentrum.           | 39033578 | BW   |
| 52° 27′ 19″ N, 9° 6′ 41″ O | Loccum 102  | Durchmesser ca. 12 m und Höhe ca. 0,7 m, annähernd rund.                                     | 39033592 | BW   |
| 52° 27′ 23″ N, 9° 6′ 42″ O | Loccum 103  | Durchmesser ca. 9 m und Höhe ca. 0,7 m, annähernd rund.                                      | 39033809 | BW   |